# 보르쿠타 폭동
보르쿠타 폭동(러시아어: Воркутинское восстание)은 1953년 7월~8월에 소련의 보르쿠타에 위치한 보르쿠타 굴라크의 수용자들에 의한 주요한 폭동이며, 이후 라브렌티 베리야에 의하여 진압되었다. 폭동은 두 주간의 유혈사태 끝에 수용소 간부들에 의하여 유혈진압되었다. 보르쿠타의 강 수용소 또는 특별 수용소 6호는 구리광산건설, 구리채굴과 임업을 추진하는 17개의 "부서"들로 분리되어 있었다. 구리채굴과 임업. 1946년에 이 시설들은 62,700명을 수용했으며, 1953년 7월에는 56,000명을 수용했다.
수용소 경비원들의 상당수는 과거 유죄수이던 이들이었다. 알렉산드르 솔제니친에 따르면, 폭동은 1953년 7월에 일어난 두 가지의 서로 연관없는 사건들에 의하여 유발되었다. 첫째는 모스크바에서 라브렌티 베리야가 체포된 사실, 둘째는 러시아 장기수들을 싫어하며, 자유를 박탈당한 서부 우크라이나 수용수들의 도착이었다.
폭동은 한 "부서"에서 1953년 7월 19일 혹은 그 이전, 한 "부서"에서 일어난 소극적인 파업이 다른 5개의 부서로 빠르게 번지는 형태로 시작된 것이 그 시초이다. 레오니드 마르키조프에 따르면, 미국의 소리와 BBC는 강 수용소에서 일어나는 일반적인 사건들과 소식을 올바른 순위와 순서로 전달했다. 심지어 외부의 지원 없이, 가까운 지역에서 일어난 총파업의 경우, 광산 엘레베이터의 플라이휠들이 회전을 멈추는 것을 선명하게 관찰할 수 있었다. 파업에 참가한 수용자들의 수는 18,000명에 도달했다. 수용자들은 가시철사 주변 내에서 고정된 상태로 남았다.
최초의 파업 이후 수용소측에서는 1주일간 아무런 조치도 취하지 않았다. 다만, 그들은 주변의 경비병을 늘렸지만 수용수에 대하여 무력을 행사하지는 않았다. 또한 소련의 연방 변호사던 로만 루덴코와 내부군의 지휘자이던 이반 마슬레니코프, 그리고 다른 고위 간부들이 모스크바로부터 파견되어 이곳 광산을 방문하였다.
장군들은 수용수들을 소용소 뜰에 모이게 하고서 아직까지는 평화롭게 이야기했다. 그렇지만, 7월 26일, 군중은 자신들 중 77명을 석방하여 가혹한 최대치의 보안 무리들을 만들었다. 모스크바에서 온 정치위원들은 상황에 대한 그들의 응답을 계획하기 위하여 보르쿠타에 남았다.
7월 31일 수용소장 안드레이 데레뱐코는 "파괴자들"에 대한 총체적인 체포를 명령했으며, 수용수들은 이에 바리케이드들을 쌓는 것으로 응답했다. 다음날 8월 1일, 수용수들과 경비원들간의 충돌로 유혈사태가 더 진행된 이후, 데레뱐코는 '폭도'들에 대하여 즉각 사격을 명령했다. 레오니드 마르키조프에 따르면, 42명은 현장에서 사망했으며 135명이 상해를 당했다.(대다수는 부상후 의료적 도움이 부족함에 따라 죽게되었다.) 솔제니친에 따르면, 현장에서 66명이 사망했다.
폭도들이 항복한 이후, 더 이상의 가혹한 처형은 없었던 대신, 대부분의 "파괴자들"은 체포된 후 최고로 경비가 삼엄한 감옥들에 투옥되었다. 또한 수용소의 환경은 미미하게 향상(특별히 "정치범"들에게만)되었다.

## 같이 보기
- 굴라크에서의 봉기목록
- 노보체르카스크 사건
- 굴라크 목록

## 참조
- Markizov, L. P. Uprising, not sabotage (Маркизов Л.П., Не "волынка" - восстание - "Дым Отечества", 1993)
- Aleksandr Solzhenitsyn, The Gulag Archipelago, v.3 ch. 11